# Marszałek Senatu Rzeczypospolitej Polskiej
Senatsmarschall (poln. Marszałek Senatu) ist das höchste Amt im Senat, neben dem Sejm die zweite Kammer des polnischen Parlaments. Der Senatsmarschall leitet die Arbeit des Senats und wacht über ihren würdigen sowie rechtmäßigen Ablauf. Seit Ende 2023 ist Małgorzata Kidawa-Błońska in diesem Amt.

## Geschichte
Die Geschichte des Senats kann bis zum Rat der königlichen Berater im 15./16. Jahrhundert zurückverfolgt werden. Nach dem Ersten Weltkrieg wurde in der restaurierten polnischen Republik die Parlamentsstruktur mit Sejm und Senat fortgeführt und Wojciech Trąmpczyński zum ersten Senatsmarschall gewählt. Mit der deutschen Besetzung Polens 1939 endete die Tätigkeit des Senats.
1946 wurde ein Einkammerparlament geschaffen und diese Entscheidung in einem gefälschten Referendum bestätigt. 1989, nach den Gesprächen am Runden Tisch, kehrte man zum Zweikammerparlament mit Sejm und Senat zurück. 
Erster Senatsmarschall der Dritten Republik war von 1989 bis 1991 Andrzej Stelmachowski.

## Pflichten
Der Senatsmarschall repräsentiert den Senat, beruft Sitzungen des Senats ein und leitet die Sitzungen des Senats. Er überwacht den Ablauf und die Termine der Arbeit des Senats und seiner Organe und führt die Geschäfte des Präsidiums des Senats und leitet dessen Sitzungen. 
Der Sejmmarschall übernimmt im Fall der Verhinderung des Präsidenten oder dessen Ablebens das Amt als geschäftsführender Präsident, im letzteren Fall bis zu den vorgeschriebenen Neuwahlen. Falls dieser nicht in der Lage ist, seine Pflichten zu übernehmen, gehen sie auf den Senatsmarschall über. Dieser verfassungsrechtlichen Sonderstellung folgend, nimmt der Senatsmarschall in der Präzedenz die dritte Stelle hinter dem Präsidenten und dem Sejmmarschall ein. 

## Senatsmarschälle seit 1989
| Wahlperiode | Dauer     | Marschall                 | Partei      |
| ----------- | --------- | ------------------------- | ----------- |
| 1.          | 1989–1991 | Andrzej Stelmachowski     | OKP         |
| 2.          | 1991–1993 | August Chełkowski         | Solidarność |
| 3.          | 1993–1997 | Adam Struzik              | PSL         |
| 4.          | 1997–2001 | Alicja Grześkowiak        | AWS         |
| 5.          | 2001–2005 | Longin Pastusiak          | SLD         |
| 6.          | 2005–2007 | Bogdan Borusewicz         | Unabhängig  |
| 7.          | 2007–2011 | Bogdan Borusewicz         | PO          |
| 8.          | 2011–2015 | Bogdan Borusewicz         | PO          |
| 9.          | 2015–2019 | Stanisław Karczewski      | PiS         |
| 10.         | 2019–2023 | Tomasz Grodzki            | PO          |
| 11.         | 2023–     | Małgorzata Kidawa-Błońska | PO          |

Wojciech Trąmpczyński |
Julian Szymański |
Władysław Raczkiewicz |
Aleksander Prystor |
Bogusław Miedziński
Andrzej Stelmachowski |
August Chełkowski |
Adam Struzik |
Alicja Grześkowiak |
Longin Pastusiak |
Bogdan Borusewicz |
Stanisław Karczewski |
Tomasz Grodzki |
Małgorzata Kidawa-Błońska